# Högholm (vid Vormö, Ingå)
Högholm är en ö i Finland. Den ligger i Finska viken och i kommunen Ingå i den ekonomiska regionen  Raseborg i landskapet Nyland, i den södra delen av landet. Ön ligger omkring 43 kilometer väster om Helsingfors.
Öns area är 5 hektar och dess största längd är 360 meter i nord-sydlig riktning. Ön höjer sig omkring 15 meter över havsytan.